# Michail Ščadov
Michail Ščadov, celým jménem Michail Ivanovič Ščadov (rusky Михаил Иванович Щадов, 14. listopadu 1927 Kamenka, RSFSR – 13. listopadu 2011 Moskva, Ruská Federace) byl sovětský důlní inženýr a poslední ministr uhelného průmyslu SSSR. Jeho mandát byl v období od 13 prosince 1985 do 28. srpna 1991.

## Mládí a vzdělání
Ščadov se narodil do ruské chudé rolnické rodiny. Jeho otec Ivan Sjosojevič Ščadov byl předsedou kolchozu v Irkutské oblasti, jeho matka Maria Jefimovna byla v domácnosti. Studoval Vyšší inženýrské kurzy na Tomské národní polytechnické výzkumné univerzitě se specializací na rozvoj vrstev ložisek. Zde dostudoval v roce 1953. V roce 1965 získal titul z ekonomie ze Sovětské a ruské ekonomické vysokoškolské instituce. Ve stejný rok také odpromoval z Vyšší stranické školy.

## Kariéra
Ščadov započal svou kariéru v 15 letech, kdy začal pracovat v dolech v Čeremchovu. Zde se postupně vypracoval od správce dolu k hlavnímu inženýrovi a nakonec až k vedoucímu. Mezi lety 1960 až 1963 řídil fond Mamsljuda. Od roku 1966 pracoval ve Vostsibugolském kombinátu jako zástupce vedoucího, poté jako vedoucí a nakonec se stal generálním ředitelem Výrobního sdružení Vostsibugol. V roce 1977 byl jmenován náměstkem ministra uhelného průmyslu a v roce 1981 prvním náměstkem ministra. Ministrem uhelného průmyslu byl jmenován 15. prosince 1985, vystřídal Borise Bratčenka. Svou ministerskou funkci zastupoval v kabinetu vedeném premiérem Nikolajem Ryžkovem. Přednášel a učil na univerzitách v Moskvě a Petrohradu. Ščadov také vedl katedru řízení průmyslových podniků na Irkutské státní technické univerzitě. 
V roce 1989 se stal akademikem Ruské inženýrské akademie. V březnu byl Ščadovův mandát prodloužen. Po pouhých čtyřech dnech zahájili důlní dělníci rozsáhlou stávku. Ve funkci zůstal až do 24. srpna 1991, kdy byl vyhozen kvůli své podpoře puče proti Michailu Gorbačovovi. Nicméně, o dva měsíce později, v říjnu 1991, byl Ščadov jmenován předsedou představenstva Moskevské úvěrové banky. Ve stejném roce se také stal prezidentem Mezinárodního hornického kongresu, generálním ředitelem finančně-průmyslového komplexu Transugol  a doktorem technických věd. V roce 1995 se stal profesorem a čestným členem Ruské akademie věd.

### Ocenění a památky
Ščadov je uznáván za svůj přínos k rozvoji těžebního průmyslu v SSSR a jeho vliv v průmyslové a politické sféře - pod jeho vedením se v SSSR rozvíjel otevřený způsob těžby uhlí na základě progresivních technologií hornické práce s využitím nové, efektivnější hornické a dopravní techniky. Byla otevřena nová naleziště — Něrjungrinské, Berezovské, Jerunakorské, Tugnujské a další. Byl iniciátorem spojení potenciálu specialistů v oblasti černého, barevného a uhlíkového průmyslu za účelem vytvoření nových technologií a techniky zlepšení řízení podniků. V roce 1982 získal cenu Rady ministrů SSSR za výzkum a odůvodnění směrů rozvoje minerálně-surovinové báze a technického přezbrojení podzemních dolů a otevřených lomů. V roce 1984 obdržel Státní cenu za vytvoření velkých krokových rypadel a zavedení bezdopravních systémů pro těžbu uhlí v východních oblastech země. V roce 1986 dostal Ščadov za úkol implementovat své zkušenosti a vést horníky při likvidaci následků havárie na Černobylské jaderné elektrárně. V roce 1997 se stal Zasloužilým horníkem Ruské federace.

### Stranická kariéra
Ščadov vstoupil do komunistické strany v roce 1947. V 11. volebním období se stal poslancem Nejvyššího sovětu a v letech 1986–1990 byl členem ÚV KSSS.

## Rodina
- Syn — Ivan Michajlovič Ščadov (* 1946) – profesor, generální ředitel kombinátu Vostsibugol[8]
- Vnuk — Michail Ivanovič Ščadov (1968–2012) – profesor, pracoval v Irkutsku jako zástupce skupiny společností Metropol, ředitel tzv. Fondu na podporu ochrany jezera Bajkal[9]
- Vnuk — Gennadij Ivanovič Ščadov (* 1971) – profesor, kandidát ekonomických věd, prorektor pro administrativně-hospodářskou a výrobní činnost na Irkutské národní výzkumné technické univerzitě, kandidát na guvernéra Irkutské oblasti ve volbách v roce 2020.[10]

## V populární kultuře
Postava Michaila Ščadova se objevila v minisérii Černobyl (HBO, 2019), kde z důvodu zvýšení dramatických účelů byl záměrně snížen jeho věk a hloubka zkušeností v uhelném průmyslu.